# Olívhátú pityer
Az olívhátú pityer vagy tajgapityer (Anthus hodgsoni) a madarak osztályának verébalakúak (Passeriformes) rendjébe és a billegetőfélék (Motacillidae) családjába tartozó faj.

## Előfordulása
Ázsia területén honos, kóborlásai során eljut Európába is.

## Alfajai
- Anthus hodgsoni yunnanensis Uchida & Kuroda, 1916
- Anthus hodgsoni hodgsoni Richmond, 1907

## Megjelenése
Testhossza 15 centiméter.
|  |